# Élodie Clouvel
Élodie Pascaline Clouvel (* 14. Januar 1989 in Saint-Priest-en-Jarez) ist eine französische Pentathletin.

## Karriere
Élodie Clouvel bestritt 2012 ihre ersten Olympischen Spiele. Im Endklassement belegte sie den 31. Platz.
Bei den Olympischen Spielen 2016 in Rio de Janeiro gewann sie hinter Chloe Esposito die Silbermedaille.
Für ihren Medaillengewinn erhielt sie am 30. November 2016 das Ritterkreuz des Ordre national du Mérite.
Bei Weltmeisterschaften gelang ihr im August 2013 in Kaohsiung gemeinsam mit Valentin Belaud der Titelgewinn in der gemischten Staffel. 2016 und 2021 wurde sie jeweils Vizeweltmeisterin im Einzel.
Sie errang 2019 bei den Militärspielen in Wuhan Gold. Bei den Olympischen Spielen 2024 in Paris gewann sie mit 1452 Punkten hinter der Ungarin Michelle Gulyás mit 1461 Punkten abermals die Silbermedaille.